# Garcinia teysmanniana
Garcinia teysmanniana är en tvåhjärtbladig växtart som beskrevs av Rudolph Herman Scheffer. Garcinia teysmanniana ingår i släktet Garcinia och familjen Clusiaceae. Inga underarter finns listade i Catalogue of Life.